# Citadel van Calais

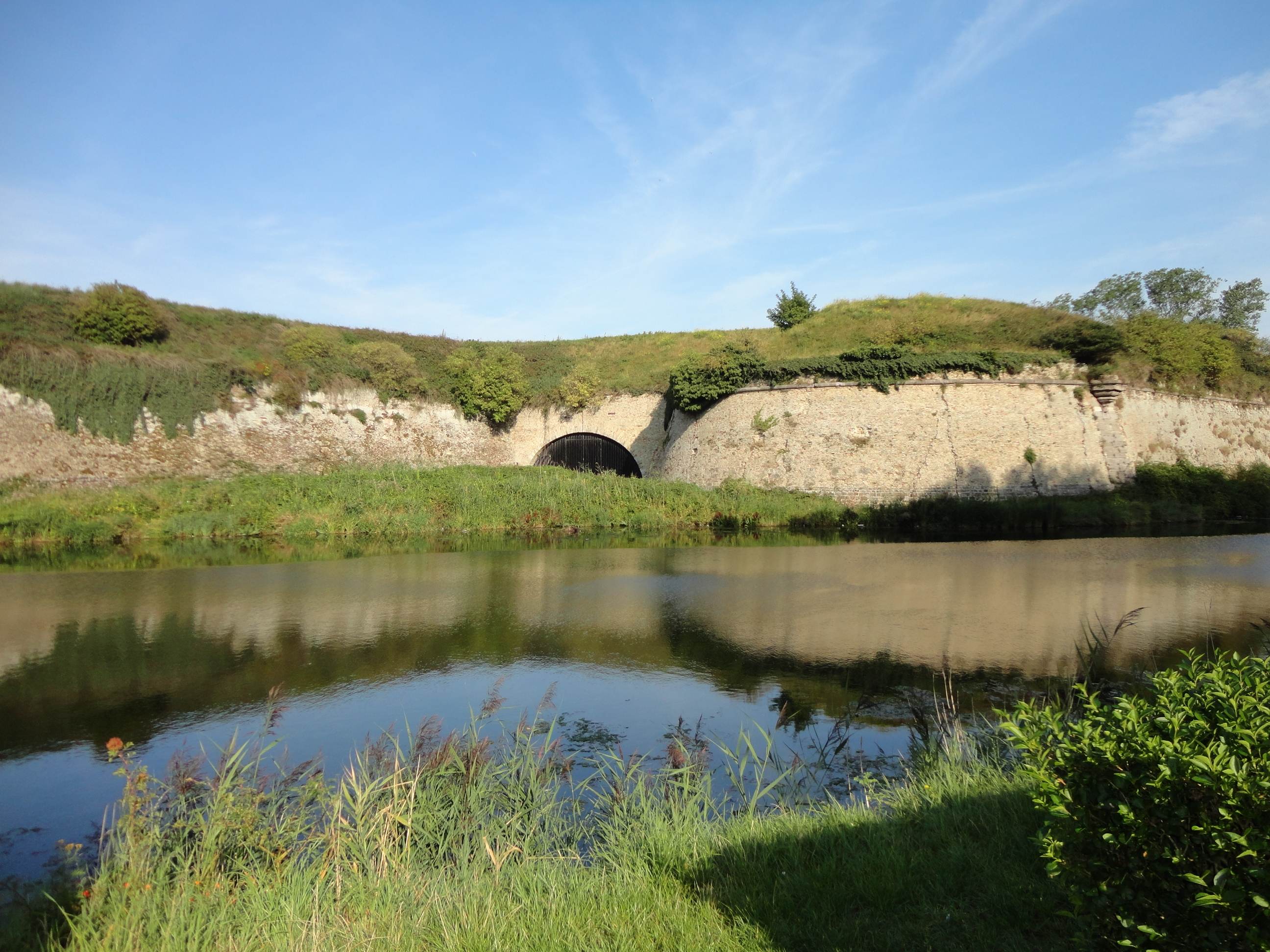
Citadel

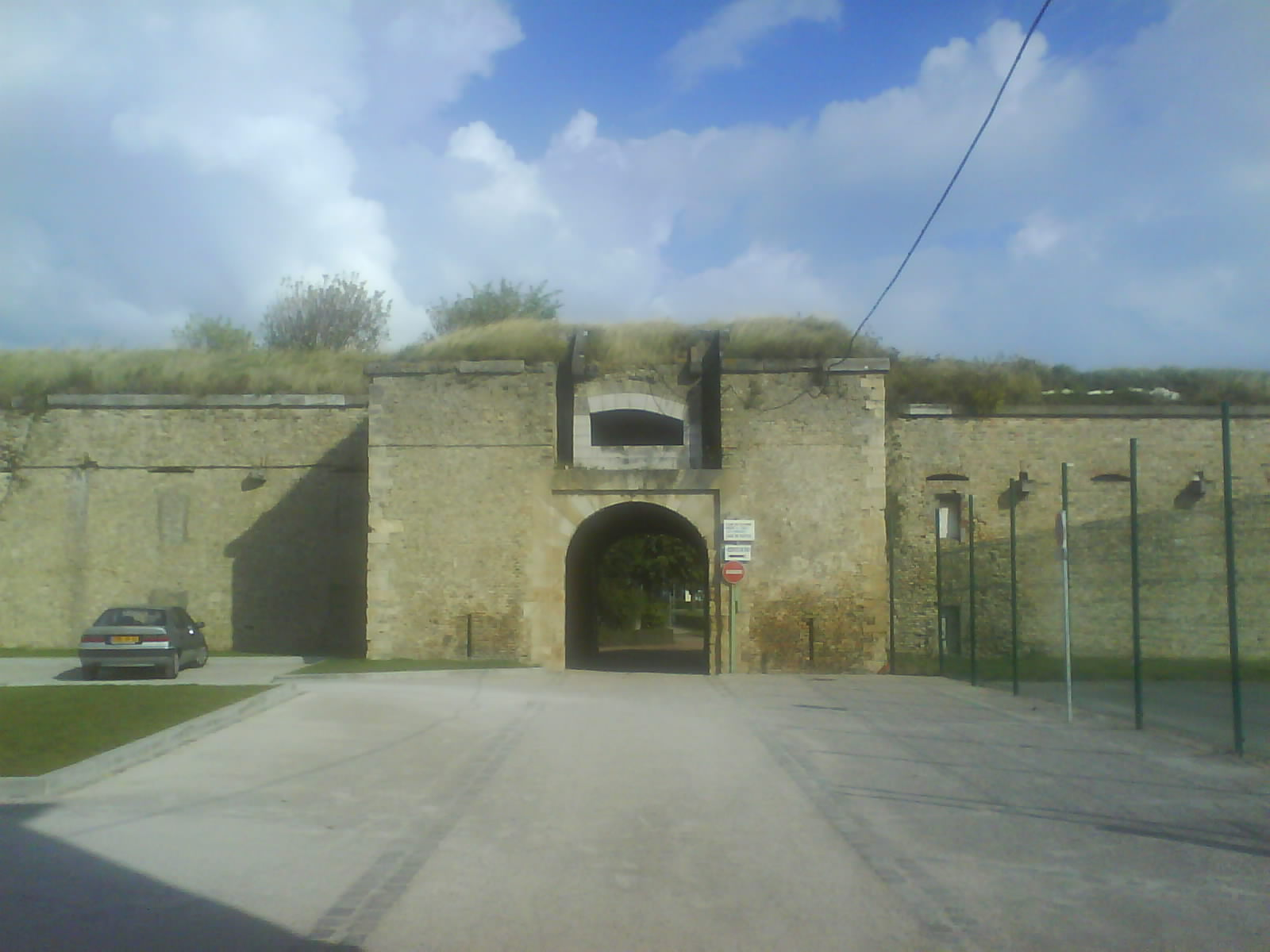
Porte de Boulogne

De Citadel van Calais is een verdedigingswerk in de Franse stad Calais.

## Geschiedenis
Vanouds werd Calais verdedigd door een middeleeuws kasteel, stammend van 1229, zes torens en een donjon omvattend. Na de Engelse overheersing werd Calais in 1558 weer Frans, en de Fransen wilden de stad versterken om de Engelsen te weren en vanwege de nabijheid van de Spaanse Nederlanden. Onder koning Frans II werd de nieuwe citadel aangelegd waartoe een hele wijk werd gesloopt. Van het kasteel werden vier torens benut en dit kasteel vormde, samen met drie andere bastions, de citadel.
Toen in 1658 de steden Gravelines en Duinkerke door de Fransen werden veroverd, verminderde het belang van de citadel.
In de 19e eeuw werd in de citadel een garnizoen gelegerd van 1000 soldaten. Er kwamen cisternen, kazematten en munitiemagazijnen.
Op 10 mei 1940 vielen de Duitsers aan. Op 24 mei omsingelden de Duitsers de stad. Er braken branden uit en op 26 mei moesten de Fransen zich overgeven. De gebouwen van de citadel waren grotendeels verwoest. Toch zijn er enkele poorten overgebleven: de Porte de Boulogne, de Porte de Neptune en de Porte de Secours. Ook enkele muren en grachten zijn behouden. Op de grondvesten van de citadel werd ook het Stade du Souvenir gebouwd.